# Casteide-Doat
Casteide-Doat ist eine französische Gemeinde mit 159 Einwohnern (Stand 1. Januar 2022) im Département Pyrénées-Atlantiques in der Region Nouvelle-Aquitaine (vor 2016: Aquitanien). Die Gemeinde gehört zum Arrondissement Pau und zum Kanton Pays de Morlaàs et du Montanérès (bis 2015: Kanton Montaner).
Die Bewohner werden Doati-Casteidois oder Doati-Casteidoises genannt. Der Name in der gascognischen Sprache lautet Casteida-Doat.

## Geographie
Casteide-Doat liegt ca. 40 km östlich von Pau in der historischen Provinz Béarn an der östlichen Grenze zum benachbarten Département Hautes-Pyrénées.
Umgeben wird der Ort von den Nachbargemeinden:
| Lamayou              |                                             | Vic-en-Bigorre (Hautes-Pyrénées)                      |
|                      | Kompassrose, die auf Nachbargemeinden zeigt | Angos (Hautes-Pyrénées) Saint-Lézer (Hautes-Pyrénées) |
| Pontiacq-Viellepinte | Montaner                                    |                                                       |

Casteide-Doat liegt im Einzugsgebiet des Flusses Adour. Ein Nebenfluss des Échez, der Lis, auch Lys genannt, bewässert mit seinen Zuflüssen
- Ruisseau de Gatuch und seinem Zufluss,
  - Ruisseau de Coustaus, sowie
- Ruisseau de Sanous

das Gebiet der Gemeinde.

## Geschichte
Das Vorhandensein des Erdhügels einer ehemaligen Motte aus dem 11. Jahrhundert lässt vermuten, dass die erste Ansiedlung in dieser Zeit erfolgte.
Toponyme und Erwähnungen der Gemeinde waren in der Folge
- Castaede de Montaneres (1372, Verträge des Notars Luntz aus Béarn),
- Castanhede (1385, Volkszählung des Béarn),
- Castahede (1429, Volkszählung von Montaner),
- Castaeda et lo terrador aperat de Doat (1429, Volkszählung des Bigorre),
- Castéyde (1602, Manuskriptsammlung des Béarn),
- Doat-Castéyde (1727, Zählung von Castéide).[5]

Paul Raymond, Archivar und Historiker des 19. Jahrhunderts, notierte die Erfassung von 16 Haushalten in der Volkszählung 1385 und die Zugehörigkeit des Dorfes zur Bailliage von Montaner. Die Besiedelung entwickelte sich rund um die beiden Gemeinden Casteide und Doat, die bis 1704 der Grundherrschaft des Béarn unterstanden. Sie wurde an Jean-Bernard, Grundherr von Doat, für 820 Livre verkauft.
Auf der Karte von Cassini 1750 ist Casteide-Doat getrennt als Casteide und Doat eingetragen, während der Französischen Revolution 1793 wird Casteide-Doat als Castede Doat, geführt, acht Jahre später während des Französischen Konsulats als Casteide und schließlich unter der heutigen Namensform verwaltet.

### Einwohnerentwicklung
Nach vorläufigen Höchstständen von fast 300 Einwohnern in der Mitte des 19. Jahrhunderts ist die Zahl bei einer kurzen Phasen der Stabilisierung in den 1880er Jahren bis zu den 1920er Jahren um insgesamt über die Hälfte zurückgegangen. Seitdem ist eine Stabilisierung auf einem Niveau zwischen 130 und 150 Einwohnern zu verzeichnen.
| Jahr      | 1962 | 1968 | 1975 | 1982 | 1990 | 1999 | 2006 | 2009 | 2022 |
| --------- | ---- | ---- | ---- | ---- | ---- | ---- | ---- | ---- | ---- |
| Einwohner | 145  | 138  | 131  | 130  | 129  | 131  | 131  | 133  | 159  |

## Sehenswürdigkeiten
- Kirche in Casteide, gewidmet Laurentius von Rom. Es wird vermutet, dass der ursprüngliche Bau aus dem Mittelalter stammt. Sie wurde zu Beginn des 18. Jahrhunderts vergrößert, wie das Datum „1702“ über dem Eingang belegt. Das Langhaus besitzt ein Haupt- und ein Seitenschiff und ist mit einem Glockengiebel besetzt. Viele Ausstattungsgegenstände der Kirche stammen aus dem 17. bis 19. Jahrhundert und sind als nationale Kulturgüter registriert.[11][12]

- Ehemalige Kirche in Doat, gewidmet Mariä Himmelfahrt, im 15. Jahrhundert erbaut. Über der Westfassade erhebt sich auch hier ein Glockengiebel mit zwei Maueröffnungen, in denen die Glocken aufgehängt sind. Seine massive Form erinnert an einen Verteidigungscharakter, der in Zeiten der Hugenottenkriege notwendig erschien. Von der Pfarrgemeinde vernachlässigt, wird die Kirche heute kaum noch besucht.[13]

## Wirtschaft und Infrastruktur

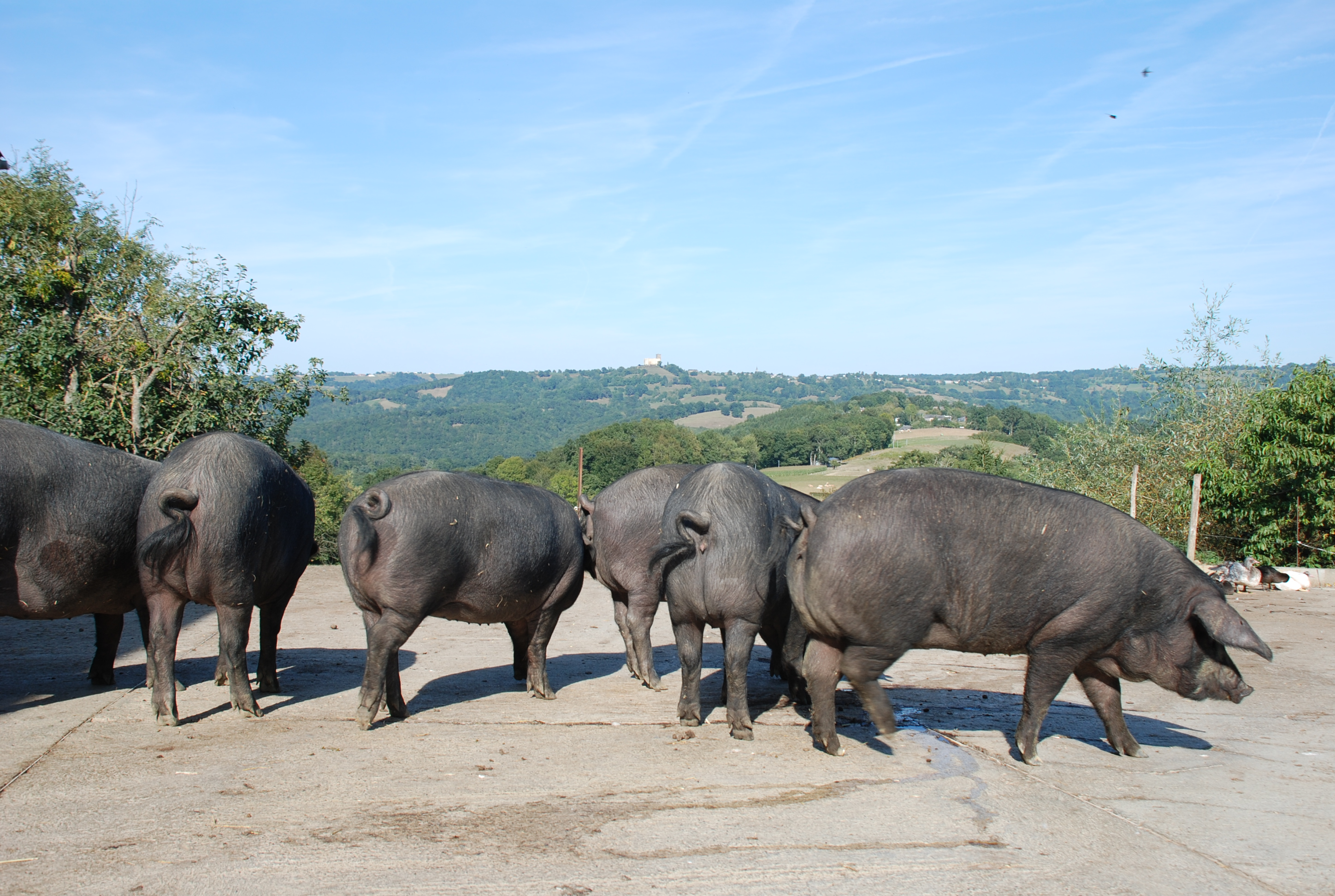
Schwarzfußschweine

Die Wirtschaft wird hauptsächlich durch die Landwirtschaft bestimmt. Casteide-Doat liegt in der Zone AOC der Schweinerasse Porc noir de Bigorre.

### Verkehr
Casteide-Doat wird durchquert von den Routes départementales 7 und 61.

## Persönlichkeiten
- Yan Palay (1842–1902). Geboren in Casteide-Doat, widmete er sein berufliches Leben der Mode. In seiner Freizeit aber schrieb er Gedichte und gefiel sich als Märchendichter der Gemeinde.

- Simin Palay (geboren 1874 als Jean-Maximin Palay in Casteide-Doat, gestorben 1965 in Gelos), Sohn von Yan Palay, war ein Dichter und Philologe der gascognischen Sprache.